# Цезура
Цезу́ра (лат. caesura «рубка, срубание»; др.-греч. τομή «рассечение, отсечение, отрубание»):
1. ритмическая пауза в стихе, разделяющая стих на некоторое количество частей;
2. граница смысловых частей картины, обозначенная композицией или контрастом цветов, светотеней.

В зарубежной и отечественной научной литературе имеется немало работ, посвященных частным вопросам рассмотрения цезуры в лингвистическом значении данного термина: цезуре в шестистопных стихах, цезуре в гекзаметре, цезуре в двусложных размерах, графическим маркерам цезуры, цезурной рифме, цезурному ударению и др.; общая полиаспектная классификация цезур (на примере русского силлабо-тонического стиха) представлена типологией В. П. Москвина.

## Цезура в метре
Необходимость пауз в метрической поэзии возникает из ритмической симметрии размера. Например, в силлабо-метрических размерах (которые были песенными, с нефиксированным «плавающим» ритмом) наличие паузы некритично для восприятия стиха. В метрических размерах (которые были речитативными, с фиксированным постоянным ритмом) цезура, без которой слух не охватывает длинной моноритмичной строки, необходима.

### Цезура в героическом гекзаметре
На раннем этапе, когда гекзаметр являлся преимущественно сакральным стихом, он произносился симметрично, без пауз, и был собственно дактилическим (то есть первые пять стоп были дактилями и не подменялись спондеями). Позже, с развитием индивидуального творчества, гекзаметр стал в полной мере квантитативным, с произвольным слоговым составом, но общей фиксированной долготой.
Таким образом, гекзаметр представляет собой стих, состоящий из последовательности трёхморных (трёхдольных) фрагментов, начало и окончание которых маркируется паузами. Как правило, гекзаметр делится на два или три таких фрагмента. Употребление паузы в метрическом стихе требует осторожности; она не должна находиться в таком месте, где рассекла бы стих на два тождественных полустишия. Отсюда в поэтической практике возникло два правила:
1. если первое полустишие начинается с сильного места, второе полустишие должно обязательно начинаться со слабого, и наоборот;
2. на тех околопаузных местах, где словораздел мог бы показаться окончанием стиха, на словораздел налагался запрет (т. н. зевгма).

Для метрического стиха, состоящего из стоп одинаковой структуры, это в первую очередь значит: пауза не должна проходить между стопами, но должна стопу рассекать. То есть, первое полустишие должно заканчиваться начальной, сильной частью рассечённой стопы; второе — начинаться неначальной, слабой. Такая пауза, которая рассекает стопу, получила название цезуры. В гекзаметре устоялись следующие цезуры:
1) пятиполовинная (τομή πενθημῐμερής, caesura semiquinaria; встречается чаще всего):
Ὣς εἰπὠν ἡγεῖϑ᾽, || ἡ δ᾽ ἕσπετο Παλλὰς Ἀϑήνη...
(Homerus, Odyss. I, 125)
Áurea príma satá [e]st || aetás, quae víndice núllo…
(Ovidius, Metam. I, 89)
2) трохеическая (τομή κᾰτά τρίτον τροχαῖον, caesura post tertium trochaeum):
Οἰωνοῖσί τε πᾶσι· || Διὸς δ᾽ ἐτελείετο βουλη...
(Homerus, Il. I, 5)
Pándite núnc Helicóna || deáe, cantúsque movéte…
(Vergilis, Aen. VII, 64)
3) буколическая (τομή τετραποδία βουκολική, caesura bucolica; называется буколической, так как чаще всего встречается в буколиках Феокрита и Вергилия):
Díc mihi, Dámoetá, cuiúm pecus? || Án Melibóei?
(Vergilius, Ecl. III, 1)
4) трехполовинная (τομή τριθημῐμερής, caesura semitrinaria; обычно сочетается с семиполовинной):
Quídquid id ést, || timeó Danaós ¦¦ et dóna feréntes
(Vergilius, Aen. II, 49)
5) семиполовинная (τομή ἑφθημῐμερής, caesura semiseptenaria; обычно сочетается с трехполовинной):
Διογενὲς || Λαερτιάδη, || πολυμήχαν᾽ Ὀδυσσεῦ...
(Homerus)
Quídquid id ést, ¦¦ timeó Danaós || et dóna feréntes
(Vergilius, Aen. II, 49)
Буколическая цезура (3) отличается от прочих тем, что не рассекает стопу. Такая пауза также называется диереза. Диереза, которая требует после себя сильной доли (и соответственно, по указанным причинам, не может использоваться в середине стиха) используется относительно редко и, как правило, не в начале но в окончании (после первой цезуры).
Наиболее употребительная из всех цезур — пятиполовинная. Синтагматическое деление стиха (и соответственно пунктуация) приходится, как правило, на неё; при этом в греческом гекзаметре апостроф цезуру не нарушает:
Ὣς εἰπὠν ἡγεῖϑ᾽, ||  ἡ δ᾽ ἕσπετο Παλλὰς Ἀϑήνη...
(Homerus, Odyss. I, 125)
Árma virúmque canó, || Troiáe qui prímus ab óris…
(Vergilius, Aen. I, 1)

### Цезура в ямбических и трохеических стихах
В ямбических и трохеических стихах необходимость цезуры обусловлена схожими причинами — длинный моноритмичный стих требовал ритмической паузы. Условия постановки паузы оставались такими же — цезура не должна рассекать стих на два идентичных фрагмента, так как напр. ямбический триметр U—́ ¦ U— | U—́ ¦ U— | U—́ ¦ U— не должен превращаться в две ямбические триподии U— | U— | U— // U— | U— | U—. Отсюда в ямбических и трохеических стихах устоялись типы цезур, аналогичные гекзаметру. Примеры цезур в ямбических стихах:
трех- и семиполовинная цезуры в ямбическом сенаре:
Fabúlla: || númquid ílla, || Páule, péierát?
(Mart. Ep. VI 12, 2)
пятиполовинная цезура в ямбическом триметре:
volés sonare: || tú pudica, tú proba
(Hor. Ep. XVII, 41)

## Цезура в силлабо-метрике
В асинартических (составных) и логаэдических стихах, то есть в стихах с переменным ритмом, цезуры возникают автоматически при смене ритма. Напр. в асинартете (биметре, стихе с двояким ритмом) цезура возникает между отрезками разного ритма, напр. в Архилоховом стихе:
Núnc decet áut viridí nitidúm caput || ímpedire mýrto’
(Hor. Carm. I 4, 19)
цезура отделяет дактиличечский акаталектический тетраметр (—UU | —UU | —UU | —UU) от трохеической триподии (—U | —U | —U). В Большом асклепиадовом стихе:
Tú ne quáesierís, || scíre nefás, || quém mihi, quém tibí
(Hor. Carm. I 11, 1)
цезуры разделяют каталектический ферекратей второй (—X—UU—) хориямб (—UU—) и ферекратей первый (—UU—UX). В логаэдах цезура часто употребляется для создания характерного ритмического рисунка, напр. в Малом сапфическом стихе:
Integér vitáe || scelerísque púrus
(Hor. Carm. I 12, 1)
Цезура делит дактиль (—U | —U | — ¦¦ UU | —U | —X), придавая дополнительную динамику послецезурной части стиха.